# جودی پیکو
جودی پیکو (انگلیسی: Jodi Picoult؛ زادهٔ ۱۹ مهٔ ۱۹۶۶) یک رمان‌نویس اهل ایالات متحده آمریکا است. او در سال ۲۰۱۳ برنده جایزه کتابفروشی نیوانگلند برای داستان شد. او در دانشگاه پرینستون و دانشگاه هاروارد تحصیل کرده و با همسر و ۳ فرزندش در هانوفر، نیوهمپشایر زندگی می‌کند.